# 2Rから始めよう
「2Rから始めよう」（ツーラウンドからはじめよう）は、西城秀樹の77枚目のシングル。1998年5月21日にRCAから発売された。

## 解説
- 松任谷由実が作詞・作曲を手がけた。「西城秀樹シングル・コレクション - 77の軌跡」の解説によれば、松任谷は自身がもつ西城秀樹のイメージをそのまま曲に反映させたいと考え、本人との打ち合わせを行わずに楽曲を制作したという。当初はボサノバ調のアレンジであったが、松任谷正隆との打ち合わせを経て、ダンスビートのアレンジに変更された。
- C/Wの「リフレインが叫んでる」は、松任谷のアルバム『Delight Slight Light KISS』（1988年）収録曲のカバーである。
- リリース直後となる1998年5月23日放送の「松任谷由実のオールナイトニッポン」には西城秀樹がゲスト出演し、「2Rから始めよう」と「リフレインが叫んでる」が繰り返しオンエアされた。

## 収録曲
（全作詞・作曲：松任谷由実／編曲：川口講一、松任谷正隆）
1. 2Rから始めよう [4:25]
2. リフレインが叫んでる [4:49]
3. 2Rから始めよう（オリジナル・カラオケ） [4:22]

## この頃のできごと
- 「moment」の北京語バージョンを収録したベスト・アルバム『瞬間』が発売された。
- 『第49回NHK紅白歌合戦』に出場し、「傷だらけのローラ」を歌唱した。